# Ikva
Az Ikva-patak (németül: Ikwa, Eicha, Spitalbach) vízfolyás Győr-Moson-Sopron vármegyében.

## Leírása
A Soproni-hegységben, Fraknónádasdtól délre, Ausztria területén ered, először északkeletre folyik, Somfalvánál délkeleti irányba fordul és áthalad Sopron városán, kilép a síkságra, majd Röjtökmuzsajnál északkeletre fordulva, Fertőendréd után Tőzeggyármajornál a Hanság-főcsatornába torkollik. Érinti Fraknónádasd, Lépesfalva, Somfalva, Sopron, Kópháza, Nagycenk, Pereszteg, Pinnye, Ebergőc, Röjtökmuzsaj, Fertőszentmiklós, Petőháza, Fertőendréd településeket. Hossza 51,9 km. Eredetileg a Fertő tóba ömlött, de a 19. század végén csatornázták.
Fertőendréd után az Agyagosszergény felől érkező Kardos-érrel folyik össze. Tőzeggyármajornál befogadója a Hanság-főcsatorna a 23+500 km szelvénynél.
Vízgyűjtő területe 688 km², ebből 158,4 km² Ausztria területére esik. A 15/2006(III.21) KvVM rendelet védetté nyilvánította az Ikva melletti öntésterületeket, üde réteket, lápréteket és kiszáradó lápréteket.

### Mellékvizei
- Csörgető-patak
- Liget-patak
- Rák-patak

## Élővilága
Halfajai: ezüstkárász, szélhajtó küsz, fejes domolykó, kínai razbóra, vörösszárnyú keszeg, dévérkeszeg, bodorka, csuka, compó, sügér.[forrás?]

## Fordítás
Ez a szócikk részben vagy egészben  az   Ikva című német Wikipédia-szócikk fordításán alapul.  Az eredeti cikk szerkesztőit annak laptörténete sorolja fel. Ez a jelzés csupán a megfogalmazás eredetét és a szerzői jogokat jelzi, nem szolgál a cikkben szereplő információk forrásmegjelöléseként.